# Padang Cahya
Padang Cahya is een bestuurslaag in het regentschap Lampung Barat van de provincie Lampung, Indonesië. Padang Cahya telt 4641 inwoners (volkstelling 2010).